# Landévennec
Landévennec is een gemeente in het Franse departement Finistère, in de regio Bretagne. De plaats maakt deel uit van het arrondissement Châteaulin. Landévennec telde op 1 januari 2022 335 inwoners.
In de gemeente ligt de benedictijner Abdij van Landévennec die werd gebouwd in de jaren 1960. Nabij deze nieuwe abdij ligt de ruïne van de voormalige Abdij van Saint-Guénolé, met karolingische en romaanse bouwelementen. Er is ook een museum en een Bretonse bibliotheek met meer dan 30.000 stukken (archieven, boeken en tijdschriften).
De kerk Notre-Dame de Landévennec werd gebouwd in de 17e eeuw.
Voor de kust is er een scheepskerkhof waar oude, ontwapende marineschepen liggen in afwachting van ontmanteling of voor gebruik in schietoefeningen. Al onder Napoleon III in de 19e eeuw werden hier oude marineschepen die in reserve werden gehouden aangemeerd.

## Geografie
De gemeente ligt op het schiereiland van Crozon. De oppervlakte van Landévennec bedroeg op 1 januari 2022 13,83 vierkante kilometer; de bevolkingsdichtheid was toen 24,2 inwoners per km².

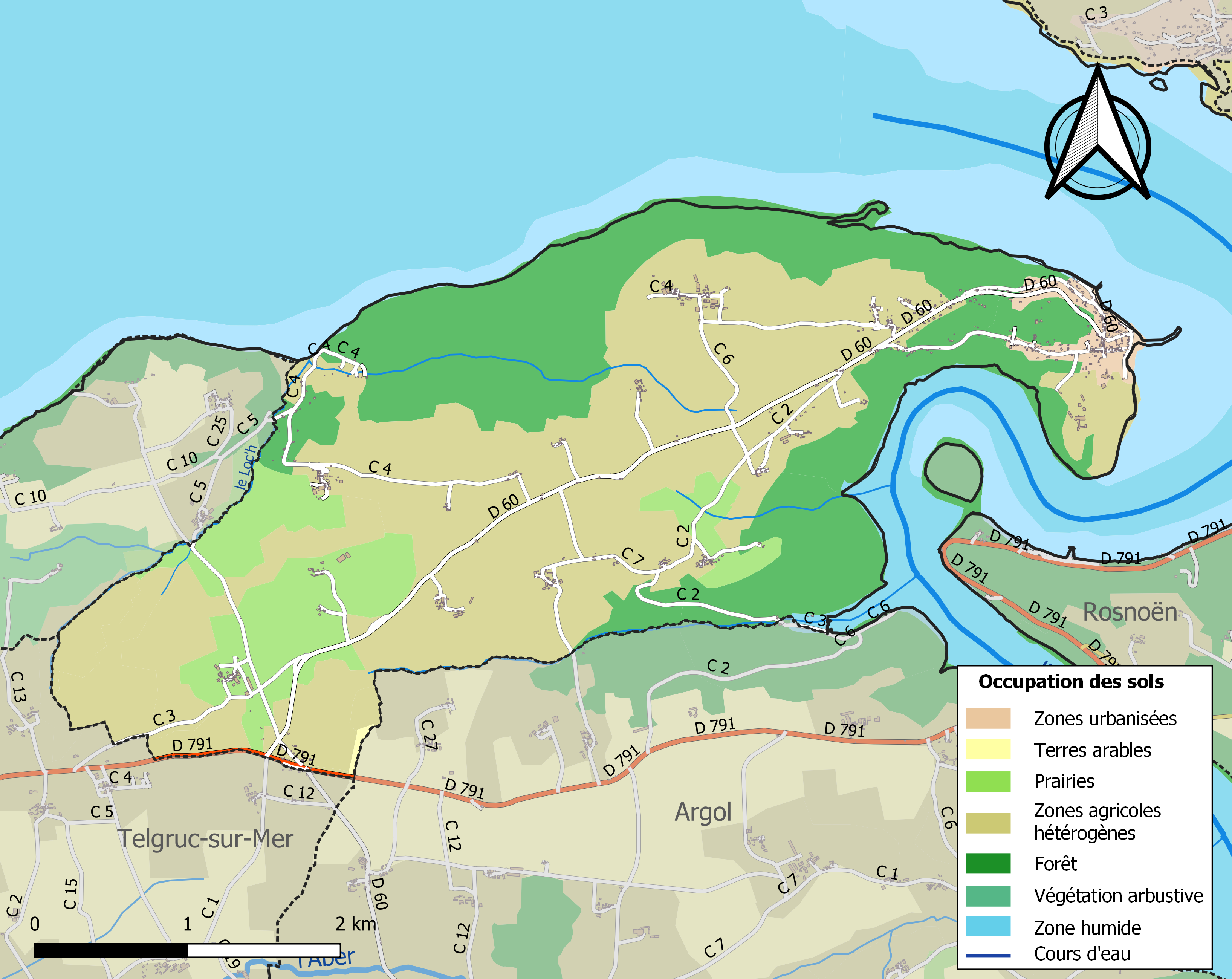
Kaart van de gemeente met belangrijkste infrastructuur, bodemgebruik en omliggende gemeenten

## Demografie
Onderstaande figuur toont het verloop van het inwonertal (bron: INSEE-tellingen).

## Afbeeldingen

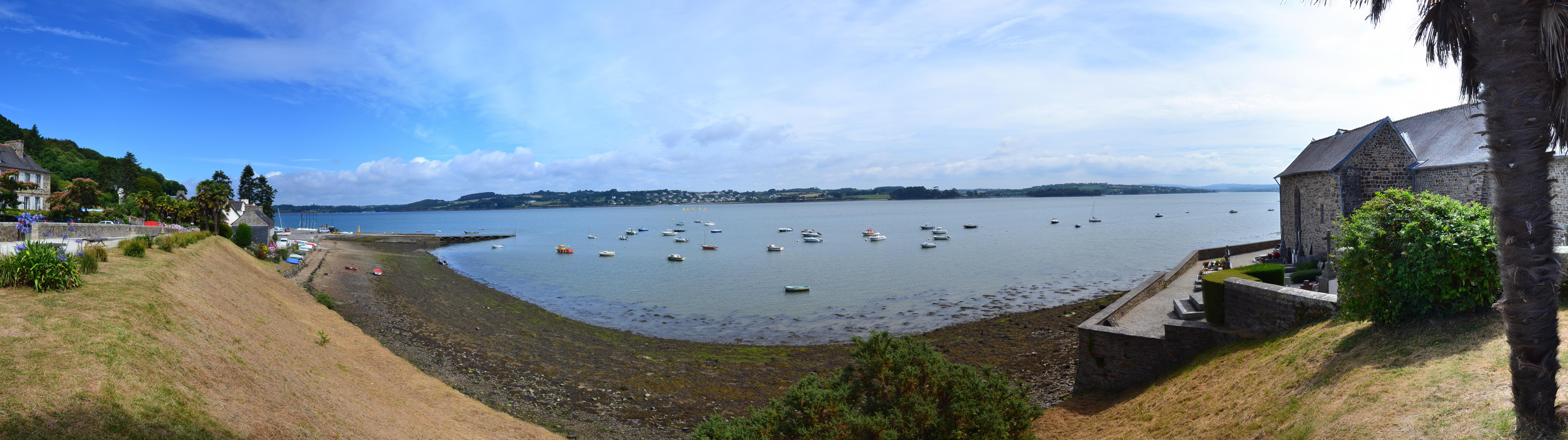
Gezicht vanaf Landévennec in oostelijke richting
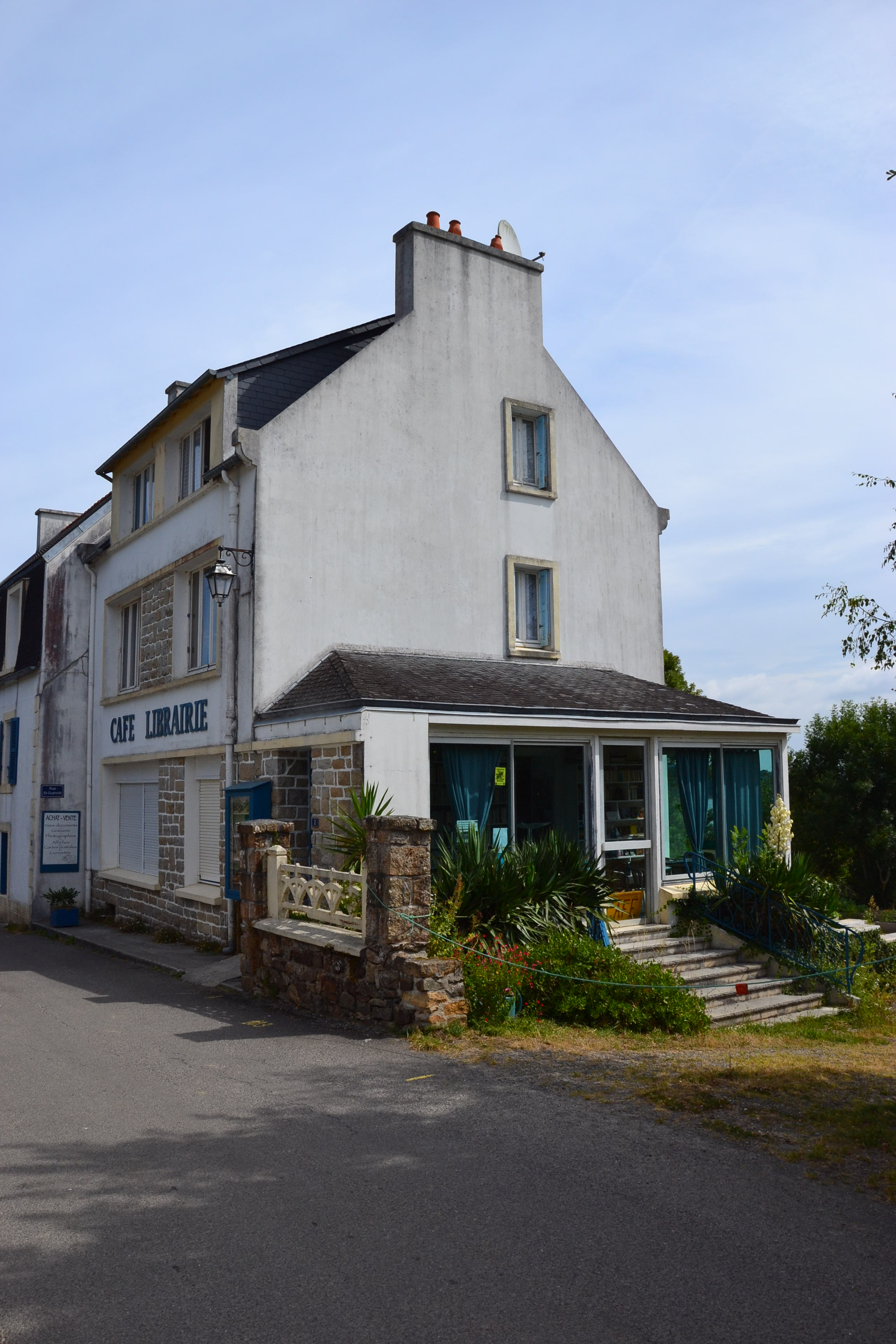
Café annex bibliotheek
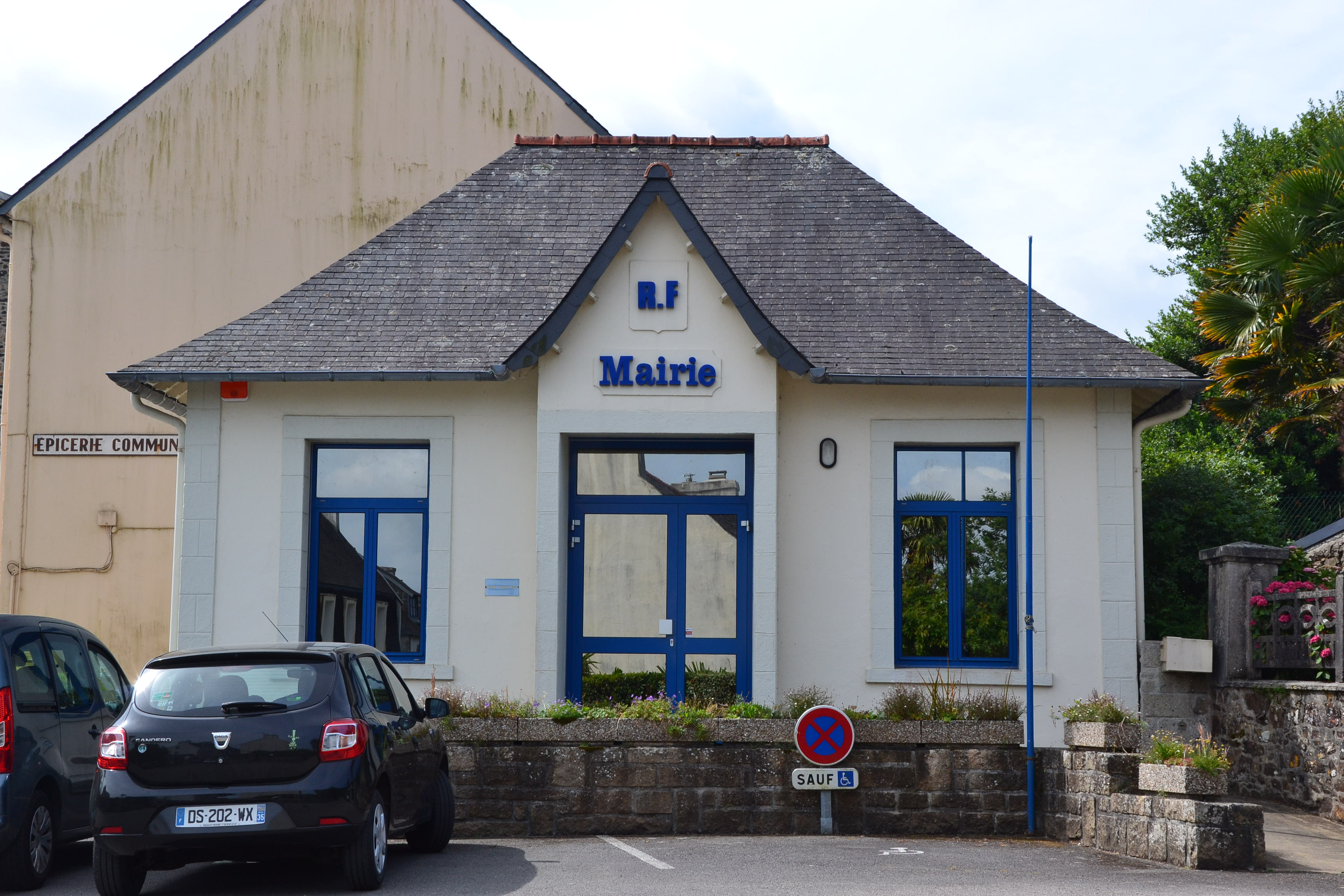
Gemeentehuis
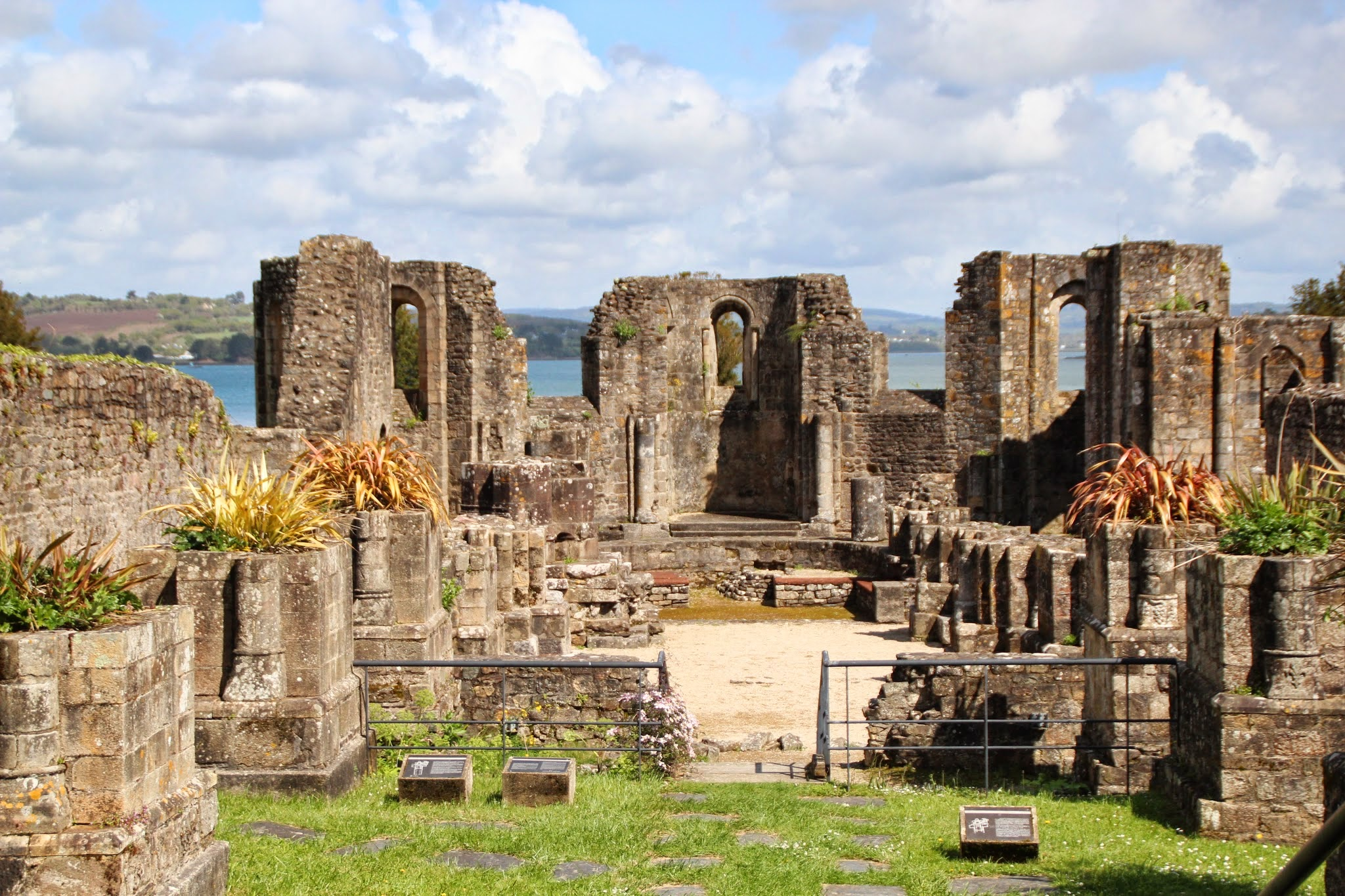
Abdij van Saint-Guénolé